# یواس‌اس تری (دی‌دی-۲۵)
یواس‌اس تری (دی‌دی-۲۵) (به انگلیسی: USS Terry (DD-25)) یک کشتی بود که طول آن ۲۹۳ فوت ۱۰ اینچ (۸۹٫۵۶ متر) بود. این کشتی در سال ۱۹۰۹ ساخته شد.